# Chemnitz-Schönau
Schönau, der 1950 eingemeindete Stadtteil, befindet sich im Westen von Chemnitz. An ihn grenzen die Stadtteile Rottluff, Altendorf, Kappel, Stelzendorf und Siegmar.

## Geschichte

### Schönau

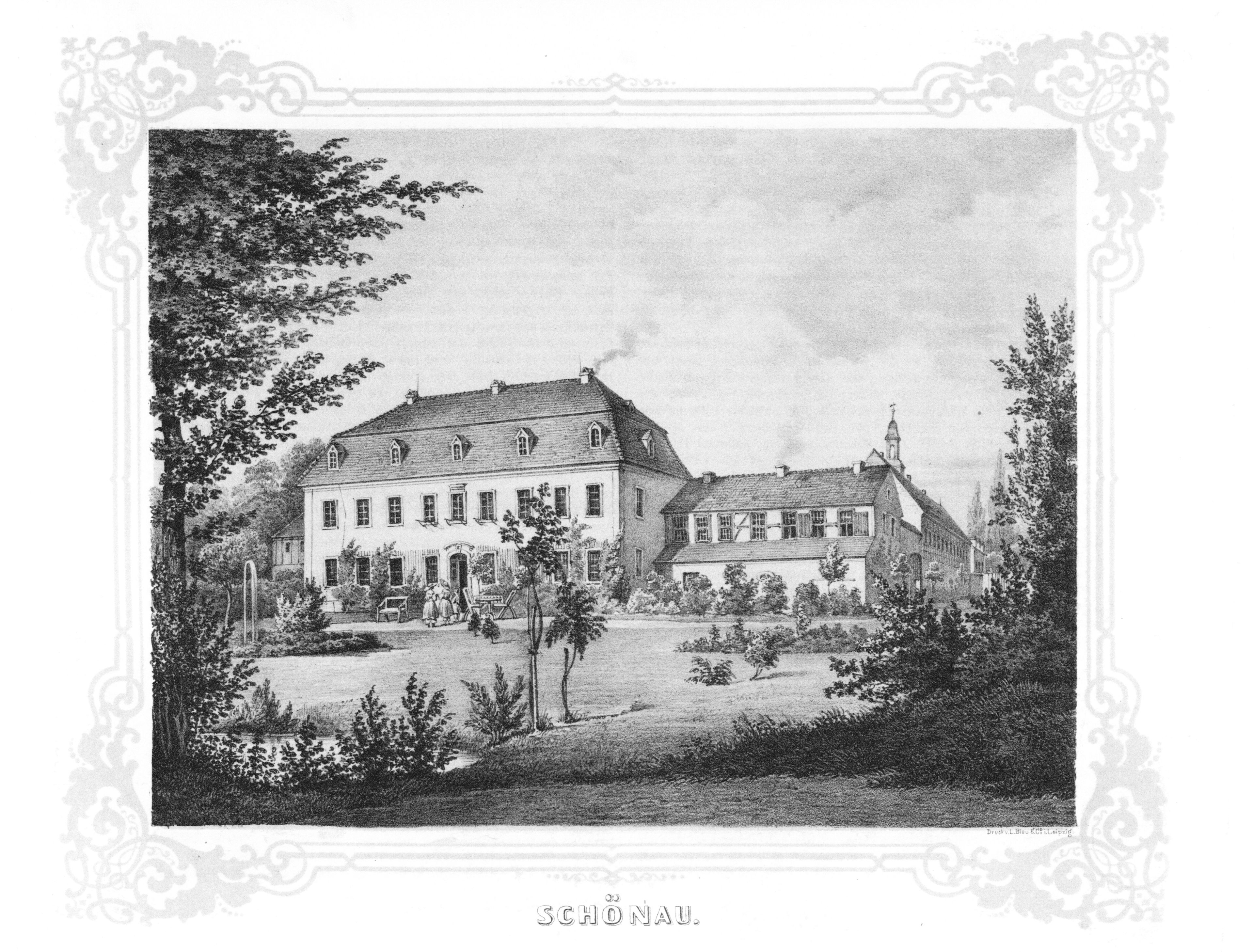
Ehemaliges Rittergut Schönau

Die ehemalige Gutssiedlung Schönau wurde erstmals als „Schoena“ im Jahr 1300 (1353 Schonowe = Siedlung in der schönen [Kappelbach-] Aue) urkundlich erwähnt und kam 1375 an das Chemnitzer Benediktinerkloster. Das Rittergut Schönau war das größte der meist kleinen Bauernhöfe, wovon die meisten davon bis ins 18. Jahrhundert vom Rittergut eingezogen wurden. Einige der eingegangenen Bauernhöfe wurden auch als Baugrund für die einsetzende Industrialisierung verwendet. Seit 1838 bildet Schönau eine eigene Landgemeinde.
Ende des 18. Jahrhunderts hatte sich eine Handschuhfabrik angesiedelt. Zu Beginn des 19. Jahrhunderts folgte eine Strumpfwirkerei und der Maschinen- und Fahrzeugbau („Wanderer“).
Nachdem Neustadt nach Schönau eingemeindet wurde, wurde 1935 die Vereinigung mit der Stadt Siegmar zur Stadt Siegmar-Schönau vollzogen.
Schönau gehörte bis Ende des 19. Jahrhunderts zur „Nikolai“-Gemeinde in „Chemnitz“, deren Kirche sich in der Nähe des heutigen Falkeplatz an der Stollberger Straße befand. Nachdem die Kirche 1882 aus bautechnischen Gründen geschlossen werden musste und schon länger der Plan bestand eine weitere Kirche für die Gemeinde zu bauen, löste sich kurzerhand die neugegründete Schönauer Gemeinde ab und errichtete ein eigenes Gotteshaus. Die Schönauer Kirche entstand seit 1885 und wurde 1887 geweiht. Seit 1936 trägt sie den Namen Luthers.

### Neustadt
Das ehemalige Neustadt entstand erst im 16. Jahrhundert (Naustadt = neuangelegte Wohnstätte). Landarme Bauern siedelten sich um das Rittergut Höckericht (1375 erstmals in Verbindung mit der Herrschaft Rabenstein urkundlich erwähnt) an. Zunächst war Neustadt nach der „St. Nikolai“-Gemeinde in Chemnitz gepfarrt, dann nach Schönau, zu dem es 1922 eingemeindet wurde.
Dadurch, dass die Autobahn 72, die direkt durch Neustadt führt, die heutige Grenze zwischen Schönau und Siegmar bildet, ist der Stadtteil heute von den Stadtplänen verschwunden. Einziger Zeuge ist noch die Neustädter Straße. Bis Mai/Juni 2004 befand sich noch der „Gasthof Neustadt“ an der Zwickauer Straße. Das ehemalige Rathaus von Neustadt ist noch erhalten, wurde jedoch nach erheblicher Beschädigung im Zweiten Weltkrieg nur teilweise original wieder aufgebaut. Das Gebäude wurde nach 1990 aufwändig saniert und wird derzeit als Wohnhaus genutzt.

## Wirtschaft
Wie im benachbarten Siegmar, ist auch hier die Industrie stark ausgeprägt. Hier befindet sich die „Messe Chemnitz“ / „Chemnitz Arena“ (heute Gemarkung Kappel) zwischen Zwickauer- und Neefestraße, die „Braustolz“-Brauerei „Am Feldschlößchen“ und eine „Siemens“-Niederlassung an der Neefestraße.

## Verkehr

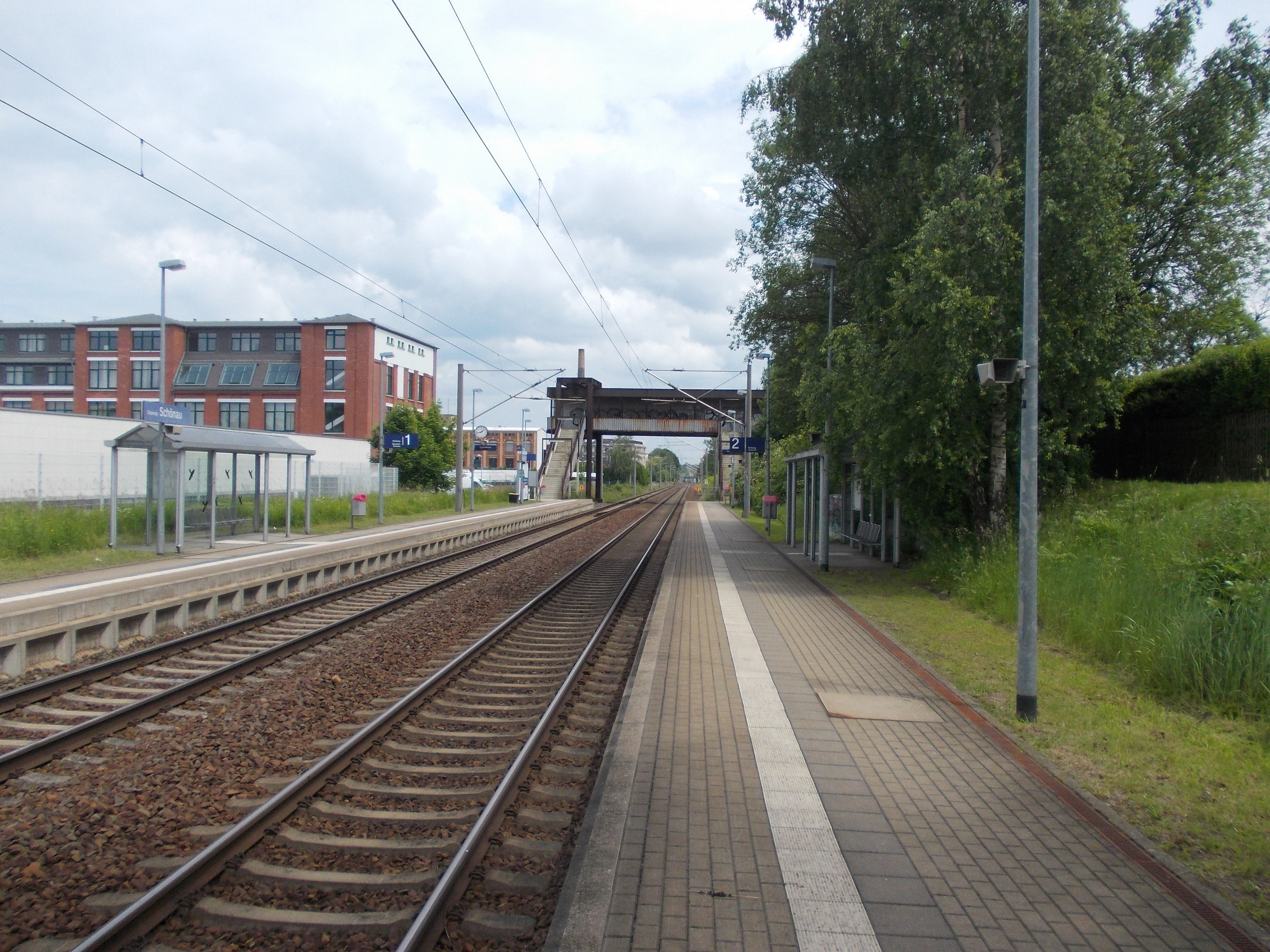
Haltepunkt Chemnitz-Schönau

Durch den Stadtteil führt die B 173 (Neefestraße) und die Bahnstrecke Dresden–Werdau, der Haltepunkt Chemnitz-Schönau wird von Regionalzügen zwischen Dresden und Zwickau bedient. Die A 72 bildet die heutige westliche Flurgrenze Schönaus. Der Südring, dessen Kreuzung derzeit ausgebaut wird, kreuzt die Neefestraße.
Die CVAG hat den Stadtteil mit den Buslinien 24, 39, 47 und 54 erschlossen. Die Straßenbahnlinie 1 endet seit 1988 an der Popowstraße unweit der Schönauer Kirche auf dem Grund des ehemaligen Rittergutes. Bis zum 17. Mai 1980 reichte die alte, 1981 eingestellte, Linie 1 noch bis Reichenbrand. Ab März 2008 heißt die Linie 1 nun 2, weil sie mit der Linie 2 nach Bernsdorf zusammengelegt wurde. Wegen Bauarbeiten am Chemnitzer Hauptbahnhof wurde ab 1. Mai 2011 wieder die Linie 1 eingesetzt, aber nicht zum Hauptbahnhof, sondern nur noch zur Straße der Nationen. Die Buslinien, die durch Schönau verkehren heißen auch seit 2008 anders, nämlich 41, 43, 26, 23 (Vorgängerlinie von 23, die nur 2008 verkehrte, hieß 42), 73 und N16 (Nachtlinie). Manche Linien sind komplett neu und andere verkehren nur unter einem anderen Namen.

## Persönlichkeiten
- Eberhard Neubert (1926–2006), Museumsdirektor und Hochschullehrer